# Escuela de negocios Tuck
La Escuela de negocios Amos Tuck es la escuela de negocios de Dartmouth College. Está ubicada en la ciudad de Hanover, una college town en pleno corazón de Nueva Inglaterra, en el estado de Nuevo Hampshire, Estados Unidos de América. Fundada en 1900, Tuck es la decana en educación de líderes empresariales y la pionera en impartir el Master in Business Administration (MBA) en el mundo. Es una de las seis escuelas de negocios de la prestigiosa Ivy League, siendo la de menor número de estudiantes de entre ellas puesto que cuenta con alrededor de 250 estudiantes por promoción. Tuck School of Business at Dartmouth es una de las instituciones educativas con mayor prestigio del mundo y aparece de manera permanente en el listado de las mejores escuelas de negocios de Estados Unidos.
Según Financial Times y The Economist, Tuck cuenta con la más leal y efectiva red de antiguos alumnos de entre todas las escuelas de negocios del mundo. Con más de 8.400 Antiguos Alumnos, Tuck goza de la más alta tasa de donación de exalumnos de todas las escuelas de negocios de Estados Unidos.
Tuck ofrece una única titulación, el Master in Business Administration, junto con programas más reducidos para ejecutivos y recién graduados universitarios. 
Tuck también ofrece oportunidades de obtención de dobles titulaciones con instituciones altamente prestigiosas como la Escuela de Derecho y Diplomacia Fletcher de la Universidad de Tufts, la Escuela de Gobierno John F. Kennedy de la Universidad de Harvard, la Vermont Law School, la Escuela de Estudios Internacionales Avanzados Paul H. Nitze de la Universidad Johns Hopkins, y títulos conjuntos con la Dartmouth Medical School, y la Thayer School of Engineering de la Universidad de Darmouth. 
La escuela pone un fuerte énfasis en la vida comunitaria, la colaboración y el trabajo en equipo para el aprendizaje, y lo considera un importante activo para "construir las habilidades interpersonales necesarias para el liderazgo empresarial". Tuck cuenta con cerca de 500 estudiantes y 46 profesores a tiempo completo. 
A nivel de clasificaciones, la Tuck School ocupa el primer puesto entre los programas de MBA en el ranking de The Economist, sexto puesto en el de Forbes, noveno en el U.S. News & World Report, 14 en el Business Week y 16 en el Ranking del Financial Times. 
La admisión en el programa MBA es uno de los procesos más selectivos del mundo, en el que entre otros aspectos se consideran la experiencia profesional, la diversidad cultural, la excelencia académica, y la experiencia de liderazgo y de trabajo en equipo de los candidatos.

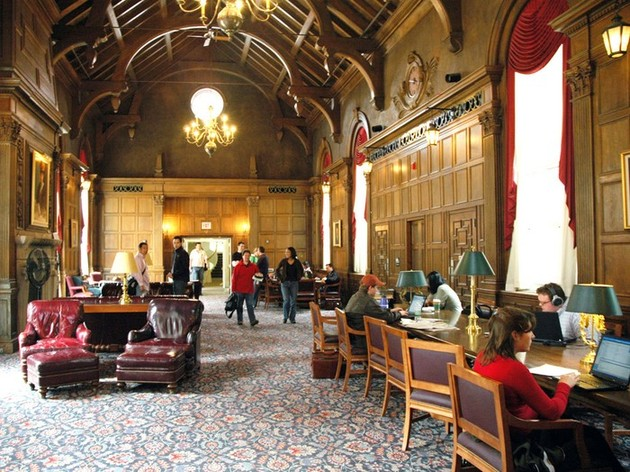
Interior de Tuck Hall.

## Enfoque académico
Tuck ofrece un programa MBA de dos años. El primer año está constituido por asignaturas obligatorias y el segundo por materias optativas. El primer año académico tiene una duración de 32 semanas, y se enfoca en la gestión general de empresas, y en la oportunidad de llevar a cabo un proyecto de especialización en cualquiera de las áreas funcionales para empresas tanto nacionales como multinacionales. En el verano los alumnos realizan prácticas de empresa en las principales firmas de banca, consultoría estratégica, capital riesgo, industria, ONGs, e instituciones internacionales. Durante su segundo año académico, los estudiantes toman 12 materias optativas y se especializan en ámbitos como las finanzas, marketing, estrategia, operaciones y negocios internacionales.
El método de enseñanza empleado se basa en el estudio y discusión de casos en clase (método socrático), las clases magistrales, así como métodos innovadores que introducen el uso de nuevas tecnologías.
Los puntos más importantes del modelo académico de Tuck son:
- Enfoque en General Management, especialmente en las áreas de Finanzas, Estrategia, Marketing, Operaciones, Organización de empresas y Economía.
- Desarrollo del liderazgo: A través del Cohen Leadership Development Program, que incluye un plan personalizado de desarrollo de liderazgo, 360° Feedback, cursos personalizados, la interacción con ejecutivos de alto nivel, y la experiencia en grupos de estudio.
- Cultura de trabajo en equipo: Proyecto de primer curso, grupos de estudio, clubs y organización de eventos.
- Experiencia global: A través de iniciativas como el Tuck Global Consultancy, los intercambios académicos con 16 escuelas internacionales de primer nivel, los Global Treks, los Country Chats, el International field study, los Clubs culturales, el Tuck Executives Program, y cursos.
- Excelencia académica: Clases reducidas y total acceso a algunos de los mayores expertos en estrategia, finanzas y marketing del mundo.

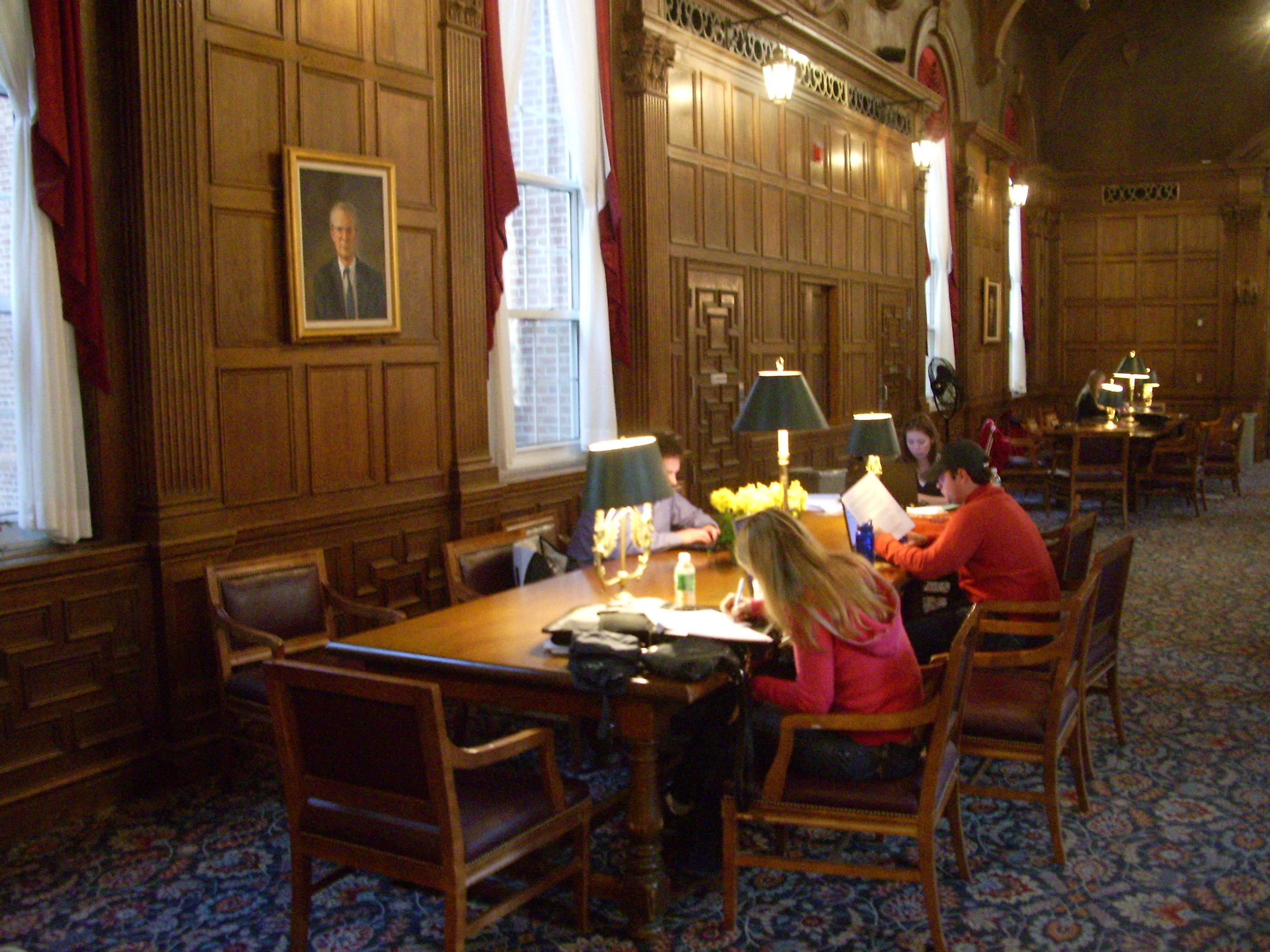
Stell Hall.

## Investigación
Tuck cuenta con cinco centros de investigación de primer nivel en diferentes campos de la administración de empresas. Los centros están destinados a promover la investigación y desarrollo, y establecer enlaces entre la Escuela y el mundo empresarial. Los cinco centros de investigación son:
- William F. Achtmeyer Center for Global Leadership
- Lindenauer Center for Corporate Governance
- Center for International Business
- Center for Private Equity and Entrepreneurship
- Glassmeyer/McNamee Center for Digital Strategies
- The Allwin Initiative for Corporate Citizenship